# Eugenia tisserantii
Eugenia tisserantii là một loài thực vật có hoa trong Họ Đào kim nương. Loài này được Aubrév. & Pellegr. mô tả khoa học đầu tiên năm 1950.